# Хуммель, Вальтер
Вальтер Дитрих Карл Хуммель или Гуммель (нем. Walter Dietrich Karl Hummel; 7 июля 1883, Зальцбург — 23 января 1968, там же) — австрийский музыковед
 и педагог. Сын Йозефа Фридриха Хуммеля.
Занимал различные посты в городской системе образования Зальцбурга — в частности, был директором Зальцбургского технического училища.
Известен как исследователь жизни Вольфганга Амадея Моцарта. Входил в руководство зальцбургского Моцартовского общества, некоторое время был его вице-президентом, автор изданной в 1951 г. хроники деятельности Общества. Написал биографические книги «Наннерль, сестра В. А. Моцарта» (нем. Nannerl, W. A. Mozarts Schwester; 1952) и «Сыновья В. А. Моцарта» (нем. W. A. Mozarts Söhne; 1956), опубликовал дневники Марии Анны Моцарт (нем. Nannerl Mozarts Tagebuchblätter; 1958).